# Helena Maria Stollenwerk
Blahoslavená Helena Maria Stollenwerk (28. listopadu 1852, Rollesbroich – 3. února 1900, Steyl) byla německá řeholnice kongregace Sester služebnic Svatého Ducha věčné adorace a spoluzakladatelka kongregace Misijních služebnic Ducha Svatého. Katolická církev ji uctívá jako blahoslavenou.

## Život
Narodila se 28. listopadu 1852 v Rollesbroichu jako dcera Hanse Petera Stollenwerka a jeho třetí manželky Anny roz. Bongardové.
Roku 1856 se rozhodla stát misionářkou v Číně, kde se pokusila najít klášter, avšak hledání bylo marné.
Roku 1882 se v Nizozemsku potkala se sv. Arnoldem Janssenem který ji podporoval v založení nové řeholní kongregace. V tom čase krátce pomáhala v kuchyni Janssenovy Společnosti Božího Slova a od roku 1884 pomáhala bl. Hendrině Stenmanns. Dne 8. prosince 1889 založil otec Arnold kongregaci Sester služebnic Svatého Ducha věčné adorace, do které Helena 17. ledna 1892 vstoupila a přijala jméno "Maria Virgo". Dne 12. března 1894 složila své sliby a 12. srpna 1898 se stala představenou kláštera. Poslala např. několik sester na misie do Argentiny či do Toga. Dne 8. prosince 1898 podala svou rezignaci na post představené.
Na podzim 1899 jí byla diagnostikována meningitida. Zemřela 3. února 1900 v nizozemském Steylu.

## Proces blahořečení
Roku 1950 byl zahájen v diecézi Roermond její proces blahořečení. Dne 14. května 1991 uznal papež sv. Jan Pavel II. její hrdinské ctnosti a byla prohlášena ctihodnou. Dne 26. března 1994 uznal stejný papež zázrak uzdravení na její přímluvu. Blahořečena byla 17. května 1995.